# Le Monde
Le Monde (pronunciación en francés: /lə mɔ̃d/; en español: «El Mundo») es un periódico vespertino francés publicado de manera continua en París desde 1944 por el periodista Hubert Beuve-Méry. 
Su línea editorial es de centroizquierda,y su lectores son políticamente mixtos, con un mayor porcentaje orientado a la izquierda del espectro político.
El periódico Le Monde no debe confundirse con la publicación mensual Le Monde diplomatique, de la cual el grupo Le Monde posee el 51%, pero cuya editorial es independiente.
Desde 2010, el grupo Le Monde es la propietaria del periódico, además de otras publicaciones como las revistas Télérama, La Vie, Courrier International y L’Obs. El 25% pertenece a un grupo de periodistas, lectores y accionistas históricos, denominados Sociedad de Redactores. Hasta la crisis de 2010 del periódico, la Sociedad de Redactores poseían el control del grupo de comunicaciones. El 75% restante actual está en manos de la sociedad Le Monde Libre. Y esta, a su vez, se divide en cuatro partes. Inicialmente los empresarios Xavier Niel, Pierre Bergé y el banquero Matthieu Pigasse (por medio de la sociedad Le Nouveau Monde) adquirieron cada uno un 26,66%. El 20% restante es propiedad del Grupo Prisa, editora del periódico español El País.

## Características
El periódico está marcado por la personalidad del fundador, Hubert Beuve-Méry, preocupado por mantener una independencia económica y editorial en el periódico. Le Monde ha sido criticado y alabado por dar más prioridad a la información de opinión y análisis, dando menos importancia a la inmediatez de las noticias publicadas.
Una de las principales características de Le Monde es otorgar una especial relevancia al humor gráfico, situando una viñeta de actualidad en la primera página. El caricaturista más conocido del periódico es Plantu, que publica viñetas desde 1985, su trabajo es publicado habitualmente en la mitad superior de la primera página. Otros dibujantes que han colaborado en sus páginas han sido Konk, Chenez, Pancho, Napo, Tim, Pessin, Desclozeaux, Ronald Searle o Brito.

### Polémicas
En 2003, se publicó un libro titulado La cara oculta de Le Monde («La face cachée du Monde»), de los periodistas Pierre Péan y Philippe Cohen. En él argumentan que el presidente y director de la publicación Jean-Marie Colombani y el director de la redacción Alain Minc, han mostrado traicionado el punto de vista neutral de la línea editorial tradicional de Le Monde y su participación en métodos financieros que comprometerían la independencia del diario. Al año se vendieron más de 200.000 ejemplares del libro, y el periódico -que denunció a los autores- retiró su denuncia haciendo un pacto con ellos para que no volvieran a editarlo.
En 2008, el periódico fue condenado a pagar una indemnización por vulnerar la reputación al haber publicado un artículo publicado en 2006 titulado Le Real Madrid et le Barça liés au docteur Fuentes, sobre el asesoramiento en el uso de material dopante por el médico Eufemiano Fuentes -condenado por la Operación Puerto- en el Real Madrid y el Fútbol Club Barcelona. El periódico recurrió la sentencia y la polémica del uso de sustancias prohibidas en el fútbol español ha continuado en otros medios como el alemán Die Welt o el irlandés Irish Independent.
Desde sus inicios, la redacción del periódico, es decir sus periodistas, han tenido una parte importante en el control o la influencia del periódico desde su fundación. El 10 de septiembre de 2018, más de 460 periodistas publicaron un artículo titulado «Nous, journalistes du “Monde”…», donde mostraban su preocupación ante la posible adquisición -por primera vez en la historia del periódico- de una mayoría de la propiedad por Daniel Kretinski, que ya había adquirido las revistas Elle y Marianne, además otros negocios en Francia. En septiembre de 2019, el grupo alcanzó un acuerdo y la firma de un documento para compromete a aceptar el derecho de veto de los periodistas ante un cambio en el control del capital futuro.

## Historia

### 1944-1968: fundación y establecimiento de un periódico de referencia

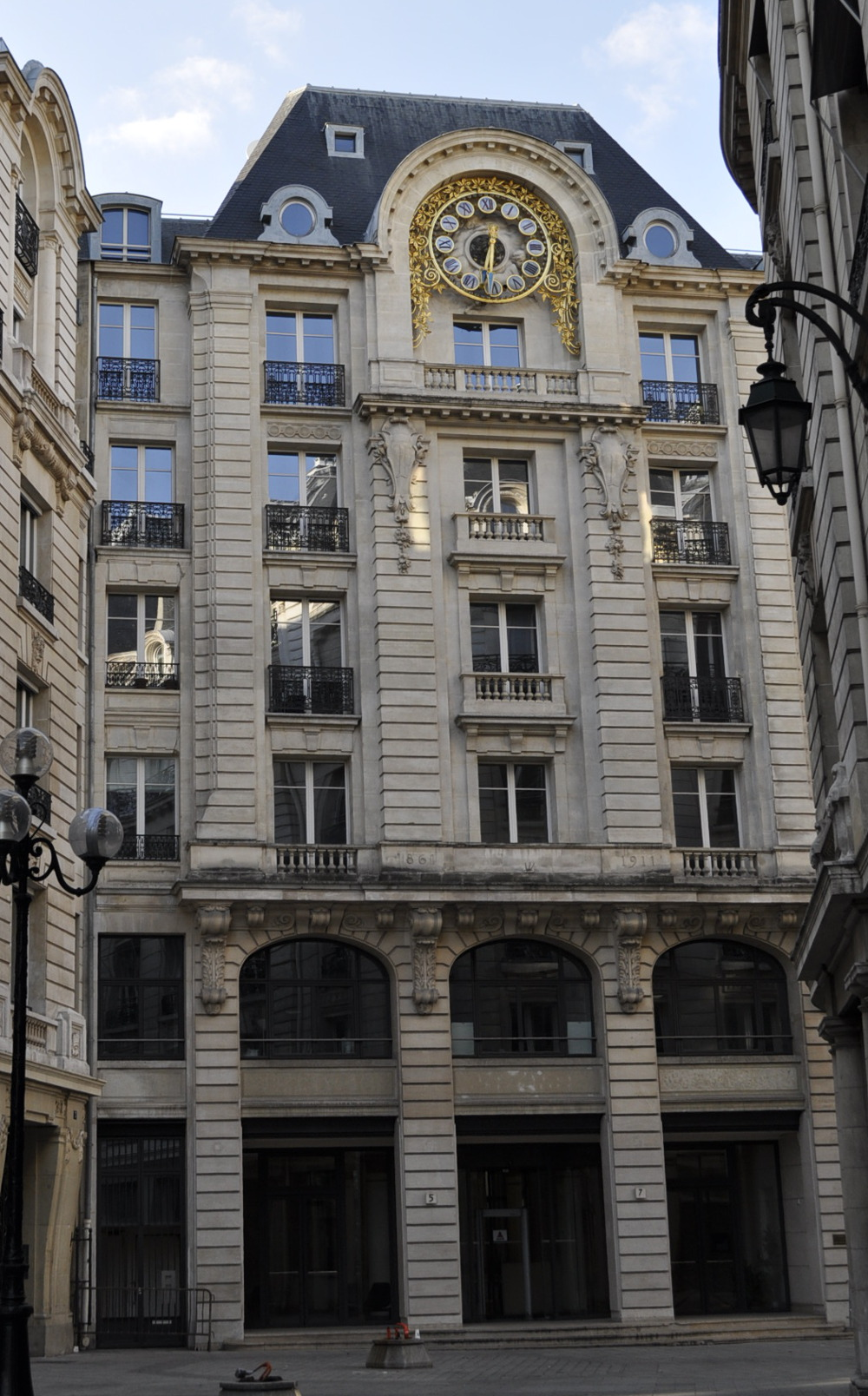
La redacción de Le Monde estuvo situada en el número 5 de la rue des Italiens de París, desde su creación hasta 1989 (foto tomada en 2015).

El primer número de Le Monde apareció el 19 de diciembre de 1944, fechado el  en una sola página a doble cara. Sucedió al diario Le Temps' que, víctima de las ordenanzas sobre la libertad de prensa publicadas el 30 de septiembre de 1944 durante la ocupación alemana de Francia en la Segunda Guerra Mundial, vio requisados sus locales y confiscado su material. "Le Monde", beneficiario de esta confiscación, se hizo cargo del formato y la maquetación, la redacción, los obreros y empleados, así como de los antiguos locales de la rue des Italiens, donde permaneció durante 44 años, lo que le valió el sobrenombre de "diario de la rue des Italiens". El general de Gaulle, que quería dotar a Francia de un "periódico de prestigio" con vocación extranjera que fuera el "no oficial" de la República, fue uno de los impulsores de su creación.
Encargó a su ministro de Información Pierre-Henri Teitgen encontrar un director, una elección difícil ya que la mayoría de los hombres de prensa de la época eran antiguos colaboradores o ya estaban al frente de periódicos de la prensa clandestina. Georges Bidault, presidente del Consejo nacional de la Resistencia sugirió el nombre de Hubert Beuve-Méry. Hubert Beuve-Méry había trabajado como periodista en el periódico liberal Le Temps antes de la Segunda Guerra Mundial, como corresponsal internacional crítico con la Alemania nazi. Con la ocupación de Francia por las fuerzas del Eje y la colaboración del régimen de Vichy, participó en la resistencia francesa. 
Beuve-Méry dudó durante mucho tiempo, ya que quería dirigir un periódico independiente de los poderes políticos, económicos y religiosos. El , Hubert Beuve-Méry fundó Le Monde, una sociedad anónima (SARL) con un capital de 200.000 francos dividido en 200 acciones. Su primer consejo de redacción incluía también al profesor de derecho René Courtin y a Christian Funck-Brentano, antiguo jefe de prensa del gabinete del general De Gaulle. El diario, destinado como Le Temps a la élite. Nacido a la sombra del poder, Le Monde se emancipó progresivamente de él gracias a Hubert Beuve-Méry, que consiguió la independencia editorial durante la Guerra Fría y la guerra de Indochina.
Sería su primer director y editor durante dos décadas hasta retirarse en 1969, alcanzando el periódico prestigio tanto nacional como internacional. En su primer año consiguió imprimir con éxito 150.000 ejemplares. Durante la dirección de Beuve-Méry, el periódico se mostró crítico con la política exterior francesa hacia Estados Unidos, Indochina o Argelia, sufriendo en ocasiones censura por parte del gobierno. El mismo Beuve-Méry escribió columnas de opinión bajo en este sentido bajo el seudónimo de Sirius.
Su primera edición data del 19 de diciembre de 1944, coincidiendo con la liberación París el 25 de agosto, y después del resto de Francia de la ocupación nazi y la colaboracionista Francia de Vichy durante la Segunda Guerra Mundial. Fue un ejemplar de una sola plana con el titular el tratado franco-soviético de asistencia mutua.
Los empleados del periódico desempeñan un papel central en su gestión. En 1951 se creó la Sociedad de Redactores del Monde, con la misión de garantizar la independencia editorial. Inicialmente se le asignó algo más del 28% de las acciones de SARL Le Monde. (La sociedad de empleados y directivos siguió en 1968, y la de lectores en 1985). En 1956, "Le Monde" se convirtió en propietario de su edificio del número 5 de la rue des Italiens. A partir de principios de los años sesenta, la tirada del título creció rápidamente, triplicándose en 20 años, pasando de 137433 ejemplares en 1960 a 347783 en 1971, y alcanzando casi 500000 a finales de los años setenta.
Esta independencia financiera y editorial era también política. El periódico era el punto de encuentro de varias grandes corrientes de ideas, principalmente vinculadas a la socialdemocracia cristiana en el interior y al anticolonialismo moderado en el exterior.
Esto dio lugar a debates. Además de la disputa con De Gaulle, hay que señalar que Jean-Jacques Servan-Schreiber, responsable de la página de política exterior, abandonó el periódico a principios de los años 50, criticando su neutralismo en las relaciones Este-Oeste. En 1954, se lanzó Monde diplomatique'. En 1955/56, el CNPF presidido por Georges Villiers pensó que Le Monde era demasiado de izquierdas y decidió ayudar a lanzar un diario rival, Le Temps de Paris. La operación fue coordinada por Jean Jardin el antiguo eminencia gris de Pierre Laval; nada más publicarse el primer número, en , el director de Le Monde, Hubert Beuve-Méry, quedó tranquilo por la calidad del periódico rival, considerado más bien mediocre, y la publicación cesó al cabo de unos meses. En 1957, el periódico se negó a publicar un artículo de Jean-Paul Sartre dedicado al uso de la tortura en Argelia. Bajo la República, el periódico apoyó la política exterior del general De Gaulle, al tiempo que criticaba su política interior.

### 1969-1981: periódico vespertino de centro-izquierda
Hubert Beuve-Méry, fundador del periódico, se jubiló en 1969En la década de 1970, se orientó claramente hacia el apoyo a la Unión de la Izquierda y denunció los escándalos financieros que estallaron bajo la presidencia de Valéry Giscard d'Estaing (asunto de los diamantes). La fuerte hostilidad de los periodistas del diario hacia Valéry Giscard d'Estaing fue explorada en 2014, en una investigación titulada Le jour où... " Le Monde" eligió torpedear a Giscard. En él, Raphaëlle Bacqué repasa el asunto de los diamantes tal y como se vivió dentro de Le Monde y analiza el aspecto altamente político de su explotación. Su investigación pone de relieve la hostilidad general de la redacción hacia Giscard d'Estaing y su proximidad a la oposición socialista y comunista. También muestra los debates internos entre quienes, como el jefe del departamento político, Raymond Barillon, se mostraban cautos y reacios a asumir las revelaciones del Canard enchaîné y quienes, como el editorialista Philippe Boucher, querían impulsar el asunto amalgamándolo con las revelaciones mencionadas por Minute sobre un permiso de construcción obtenido por Raymond Barre e e información sobre los bienes africanos de los primos de Giscard. Philippe Boucher, nombrado más tarde Consejero de Estado por François Mitterrand, admitió en 2014 que había sido un poco duro al explotar esta historia. En aquella época, la línea editorial, sin declararse explícitamente de izquierdas, apoyaba en general los movimientos revolucionarios socialistas (Vietnam, Portugal, llegando a titular "Phnom Penh liberada" cuando la ciudad fue tomada por los Jemeres Rojos en abril de 1975.
En 1981, Claude Julien sucedió a Jacques Fauvet. El número de lectores alcanza su máximo histórico. El periódico apoyó la candidatura de François Mitterrand en las elecciones presidenciales francesas de 1981. Tras la victoria del candidato socialista, Jacques Fauvet escribió en el número del 11 de mayo de 1981:
Esta victoria es finalmente la del respeto sobre el desdén, la del realismo sobre la ilusión, la de la franqueza sobre el artificio, en resumen, la de una cierta moralidad.
Tras las elecciones, el apoyo abierto del periódico a François Mitterrand le costó muchos lectores.

## Histórico de tiradas
El número de periódicos impresos por Le Monde durante los últimos años descendió desde los casi 400.000 ejemplares a menos de 300.000 aproximadamente en 2015, pero ha aumentado desde 2018 alcanzando la difusión total a más de 450.000 ejemplares en 2021.
| Año   | 1999    | 2000    | 2005    | 2010    | 2015    | 2018    | 2020    | 2021    |
| ----- | ------- | ------- | ------- | ------- | ------- | ------- | ------- | ------- |
| Total | 390 840 | 392 772 | 360 610 | 319 022 | 292 054 | 302 624 | 401 732 | 452 869 |

### Difusión electrónica
Le Monde está disponible en Internet desde el 19 de diciembre de 1995. Además, fue uno de los primeros tres diarios no estadounidenses en estar disponible en el lector electrónico Amazon Kindle. A finales de 2019 tenía más de 200.000 subscriptores digitales, el doble que los subscriptores en papel tradicional.

## Administración

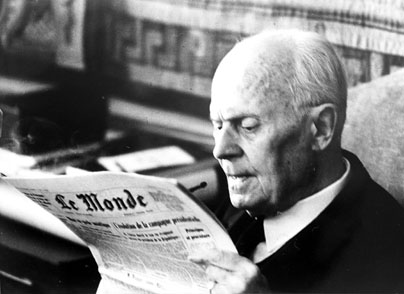
El presidente de la República Italiana Sandro Pertini leyendo un ejemplar del diario.

### Directores
- Hubert Beuve-Méry (1944-1969)
- Jacques Fauvet (1969-1981)
- Claude Julien (1981-1982)
- André Laurens (1982-1985)
- André Fontaine (1985-1991)
- Jacques Lesourne (1991-1994)
- Jean-Marie Colombani (1994-2007)
- Pierre Jeantet (junio 2007-febrero 2008)[41]
- Éric Fottorino (febrero 2008-diciembre 2010)
- Érik Izraelewicz (febrero 2011-noviembre 2012)
- Alain Frachon (temporalmente de noviembre de 2012 a marzo de 2013)
- Natalie Nougayrède (marzo 2013-mayo 2014)
- Gilles van Kote (temporalmente de mayo de 2014 a mayo de 2015)
- Jérôme Fenoglio (junio 2015-)

### Redactores jefes
- Bruno Frappat (1991-1994)
- Noël Bergeroux (1994-1996)
- Edwy Plenel (1996-2004)
- Gérard Courtois (2004-2006)
- Éric Fottorino (2006-septiembre de 2007)
- Alain Frachon (1 de septiembre de 2007-17 de enero de 2010)
- Sylvie Kauffmann (18 de enero de 2010-junio de 2011)
- Érik Izraelewicz (junio de 2011-27 de noviembre de 2012)
- Alain Frachon (30 de noviembre de 2012-marzo de 2013)
- Natalie Nougayrède (marzo de 2013-mayo de 2014)
- Jérôme Fenoglio (mayo de 2014-junio de 2015)
- Luc Bronner (junio de 2015-diciembre de 2020)
- Caroline Monnot (1 de enero de 2021-actualidad)

### Sede

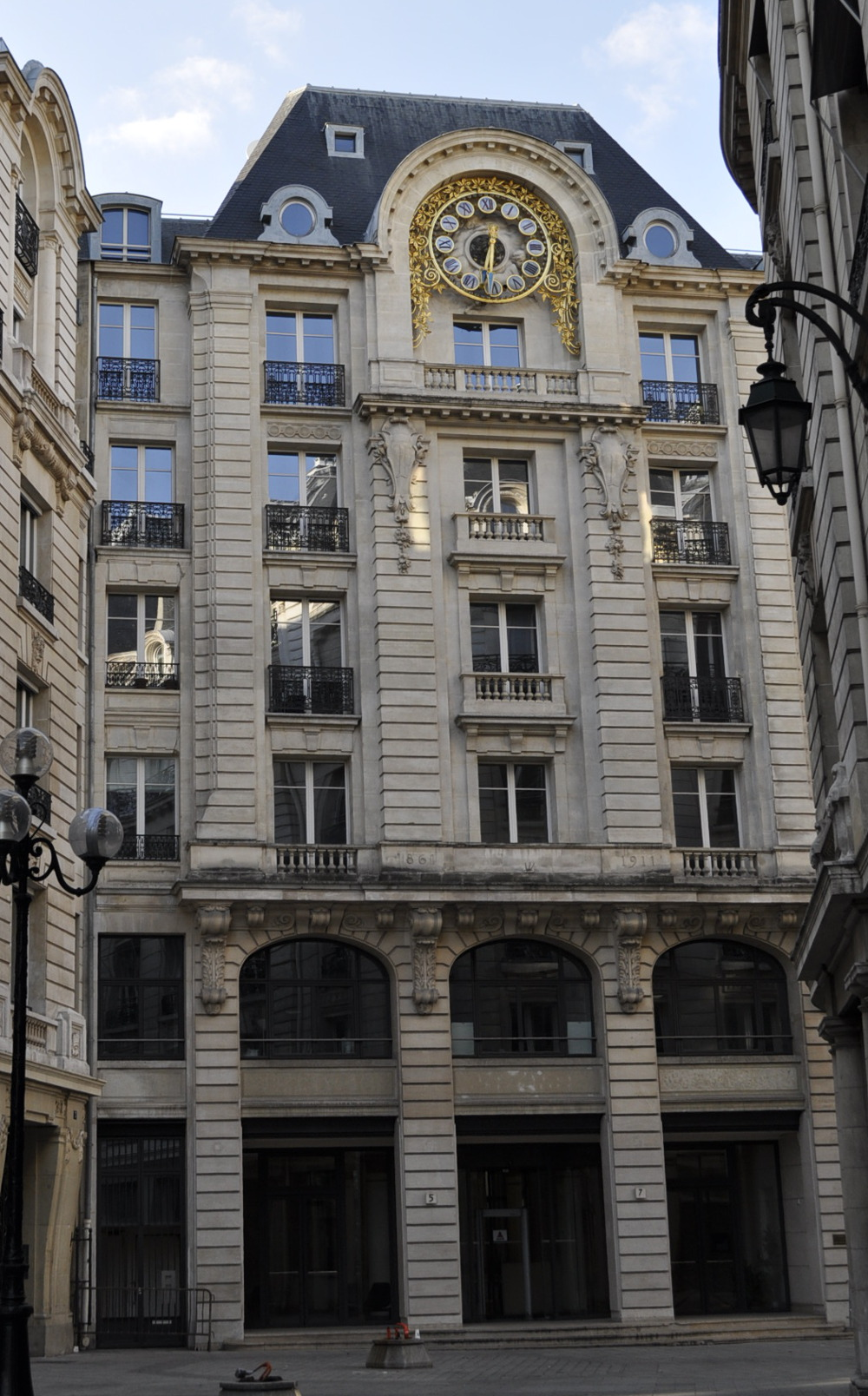
Edificio de 1911 en París, primera sede de Le Monde (1944-1989) y anterior sede de Le Temps.

El periódico comenzó teniendo su sede en un edificio de 1911 en París, en la rue des italiens hasta 1989, anterior sede de Le Temps.
En diciembre de 2006, en el marco de su sexagésimo aniversario, la sede del periódico se trasladó a su nueva sede en bulevar Auguste-Blanqui número 80. El edificio, que fue inicialmente el cuartel general de la aerolínea Air France, fue remodelado por la empresa Bouygues según los planos del arquitecto Christian de Portzamparc. La fachada presenta un enorme fresco dibujado por Plantu, con palomas volando alrededor de Victor Hugo, simbolizando la libertad de prensa.
En 2019, el grupo Le Monde se volvió a mudar a un nuevo edificio de su propiedad en la avenida Pierre Mendès France, tras financiarse 200 millones de euros con un préstamo bancario.

La nueva sede en la avenida Pierre Mendès France